# Primas Poloniae

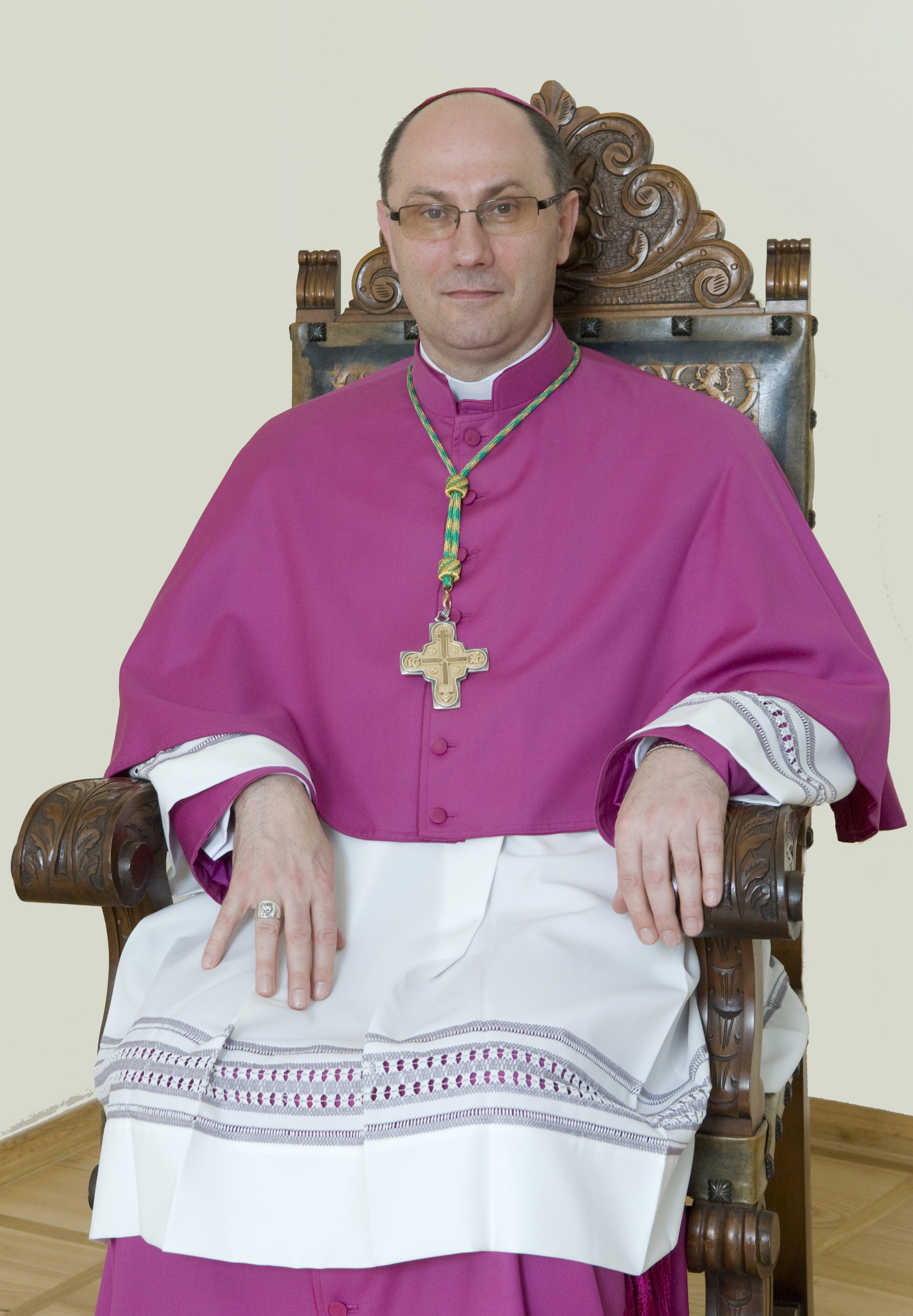
Wojciech Polak (seit 2014), Erzbischof von Gnesen und Primas von Polen

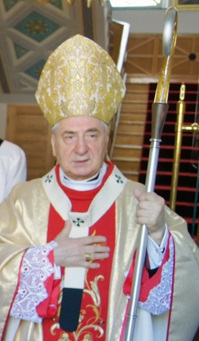
Józef Kowalczyk (2012), Primas von Polen 2010–2014

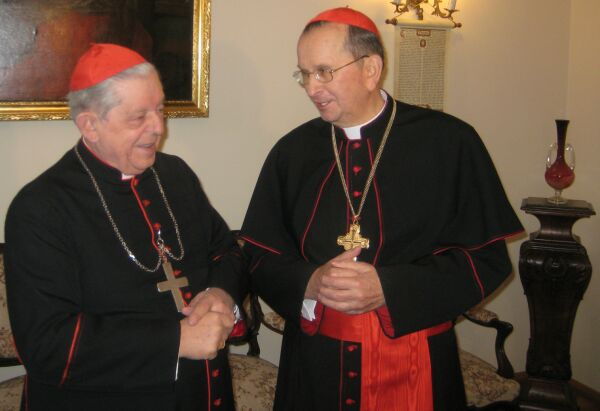
Kardinal Józef Glemp, Primas 1981–2009, und Erzbischof Henryk Muszyński, Primas 2009–2010, im Legatenpurpur (19. Dezember 2009)

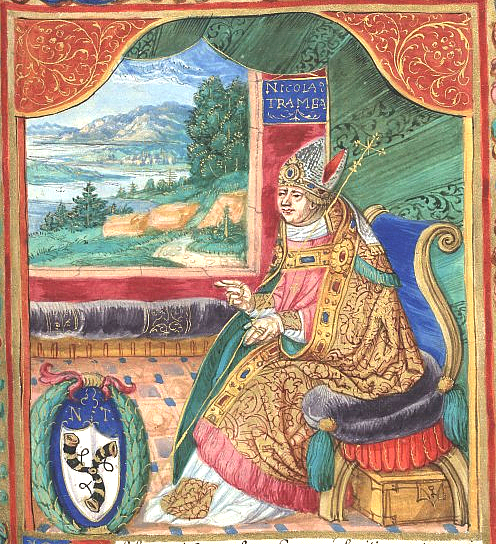
Erster Primas Poloniae Mikołaj Trąba

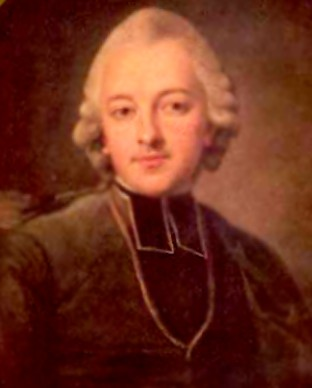
Primas Ignacy Krasicki

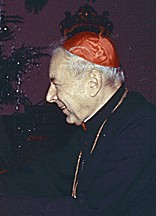
Primas Stefan Wyszyński

Primas Poloniae (dt.: Primas von Polen, poln. Prymas Polski) lautet seit 1417 der Titel des Erzbischofs von Gnesen zur Bezeichnung seiner herausgehobenen Stellung im polnischen Episkopat. Der Titel eines Primas beinhaltet gegenwärtig nur Ehrenrechte und ist auch mit den Ehrentitel eines Legatus natus verbunden. Ein Primas von Polen ist deshalb berechtigt, den „Legatenpurpur“ zu tragen, falls er nicht ohnehin Kardinal ist. Das Amt bekleidet seit dem 17. Mai 2014 Wojciech Polak.

## Geschichte
Den Aussagen des polnischen Historikers Jan Długosz zufolge wurde beim Konzil von Konstanz erstmals über einen Primas Poloniae 1417 bestimmt. Da Gnesen die erste Hauptstadt und erster Bischofssitz Polens war, fiel die Wahl auf Mikołaj Trąba, den dortigen Erzbischof. Seitdem wurde der Titel von allen Erzbischöfen von Gnesen getragen.
Er stand den Synoden vor, ernannte Erzdiakone und legte die Grenzen der Bistümer fest. In der Adelsrepublik Polen-Litauen (bis 1818) trug er den Titel Primas des Königreiches Polen und des Großfürstentums Litauen (Prymas Królestwa Polskiego i Wielkiego Księstwa Litewskiego).
Seit 1515 ist mit dem Amt des Erzbischofs von Gnesen auch der Titel Legatus natus verbunden. Von 1572 bis 1795 war der Primas Poloniae auch Interrex (Polen), somit Reichsverweser bis zur Wahl eines neuen Königs. Er krönte und bestattete Polens Könige, spendete ihnen und ihren Familien die Sakramente. Er stand bis 1795 auch als höchster Senator an der Spitze des Senats der Adelsrepublik. Seit 1749 war mit dem Amt auch die Kardinalswürde verbunden.
Unmittelbar nach der Dritten Teilung Polens 1795 untersagten die preußischen Besatzer den Gebrauch des Titels Primas von Polen. Doch der Heilige Stuhl ignorierte das preußische Verbot. Im zu Preußen gehörenden Teil Polens behielten die Erzbischöfe von Gnesen, die von 1821 bis 1946 auch Erzbischöfe von Posen waren, den Titel. 1946 löste Papst Pius XII. die Personalunion an der Spitze der Erzbistümer Gnesen und Posen auf und legte stattdessen Gnesen und Warschau zusammen. 1992 wurde dieser Zusammenschluss durch die Berufung eines neuen Erzbischofs von Gnesen wieder aufgehoben. Doch behielt der bisherige Erzbischof von Warschau-Gnesen, Kardinal Józef Glemp, den Titel. Mit Vollendung seines 80. Lebensjahres trat Glemp 2009 als erster Primas der polnischen Geschichte zurück. Bislang hatte die Primas-Würde lebenslang gegolten. Der Titel steht seitdem wieder dem Erzbischof von Gnesen zu.

## Primat und Legation heute
Im 20. Jahrhundert war der Primas kraft seines Amtes Vorsitzender der Polnischen Bischofskonferenz, bis 1994 beide Ämter formal getrennt wurden. Faktisch blieb dies bis 2004 bedeutungslos, da die Bischofskonferenz ihren bisherigen Vorsitzenden, Primas Józef Glemp, für zwei folgende Amtsperioden wiederwählte. Seit März 2004 ist der Vorsitz der polnischen Bischofskonferenz de jure und de facto von der Primas-Würde unabhängig. Innerhalb des ganzen Episkopats werden dem Primas Poloniae also vor allem nur noch Ehrenwürden zuteil. Er ist jedoch geborenes Mitglied des Ständigen Rats der Bischofskonferenz.

## Amtsinhaber
| Primas von Polen               | Amtszeit  | Bemerkungen                                                               |
| ------------------------------ | --------- | ------------------------------------------------------------------------- |
| Mikołaj Trąba                  | 1417–1422 |                                                                           |
| Wojciech Jastrzębiec           | 1423–1436 |                                                                           |
| Wincenty Kot z Dębna           | 1436–1448 | zwischen 1444 und 1447 Kardinal in Vertretung Felix V.                    |
| Władysław Oporowski            | 1449–1453 |                                                                           |
| Jan Sprowski                   | 1453–1464 |                                                                           |
| Jan Gruszczyński               | 1464–1473 |                                                                           |
| Jakub z Sienna                 | 1474–1480 |                                                                           |
| Zbigniew Oleśnicki             | 1481–1493 |                                                                           |
| Fryderyk Jagiellończyk         | 1493–1503 | (Kardinal)                                                                |
| Andrzej Boryszewski            | 1503–1510 |                                                                           |
| Jan Łaski                      | 1510–1531 | erster Primas Poloniae mit dem Titel Geborener Legat (lat. Legatus natus) |
| Maciej Drzewicki               | 1531–1535 |                                                                           |
| Andrzej Krzycki                | 1535–1537 |                                                                           |
| Jan Latalski                   | 1537–1540 |                                                                           |
| Piotr Gamrat                   | 1541–1545 |                                                                           |
| Mikołaj Dzierzgowski           | 1545–1559 |                                                                           |
| Jan Przerębski                 | 1559–1562 |                                                                           |
| Jakub Uchański                 | 1562–1581 |                                                                           |
| Stanisław Karnkowski           | 1581–1603 |                                                                           |
| Jan Tarnowski                  | 1603–1605 |                                                                           |
| Bernard Maciejowski            | 1605–1608 | (Kardinal)                                                                |
| Wojciech Baranowski            | 1608–1615 |                                                                           |
| Wawrzyniec Gembicki            | 1616–1624 |                                                                           |
| Henryk Firlej                  | 1624–1626 |                                                                           |
| Jan Wężyk                      | 1627–1638 |                                                                           |
| Jan Lipski                     | 1638–1641 |                                                                           |
| Maciej Łubieński               | 1641–1652 |                                                                           |
| Andrzej Leszczyński            | 1653–1658 |                                                                           |
| Wacław Leszczyński             | 1659–1666 |                                                                           |
| Mikołaj Prażmowski             | 1666–1673 |                                                                           |
| Kazimierz Florian Czartoryski  | 1673–1674 | (Prinz)                                                                   |
| Andrzej Olszowski              | 1674–1677 |                                                                           |
| Jan Stefan Wydżga              | 1677–1685 |                                                                           |
| Stefan Wierzbowski             | 1686–1687 | (Nominierter)                                                             |
| Michał Stefan Radziejowski     | 1687–1705 | (Kardinal)                                                                |
| Stanisław Szembek              | 1706–1721 |                                                                           |
| Teodor Potocki                 | 1723–1738 |                                                                           |
| Krzysztof Antoni Szembek       | 1739–1748 |                                                                           |
| Adam Ignacy Komorowski         | 1749–1759 |                                                                           |
| Władysław Aleksander Łubieński | 1759–1767 |                                                                           |
| Gabriel Podoski                | 1767–1777 |                                                                           |
| Antoni Kazimierz Ostrowski     | 1777–1784 |                                                                           |
| Michał Jerzy Poniatowski       | 1785–1794 |                                                                           |
| Ignacy Krasicki                | 1795–1801 |                                                                           |
| Ignacy Raczyński               | 1806–1818 | Gleichzeitig der Apostolische Administrator des Bistums Warschau          |
| Tymoteusz Paweł Gorzeński      | 1821–1825 |                                                                           |
| Teofil Cyprian Wolicki         | 1828–1829 |                                                                           |
| Marcin Dunin                   | 1831–1842 |                                                                           |
| Leon Michał Przyłuski          | 1845–1865 |                                                                           |
| Mieczysław Halka Ledóchowski   | 1866–1886 | (Kardinal)                                                                |
| Julius Dinder                  | 1886–1890 | erster und einziger Deutscher als Primas von Polen, residierte in Posen   |
| Florian Stablewski             | 1891–1906 |                                                                           |
| Edward Likowski                | 1914–1915 |                                                                           |
| Edmund Dalbor                  | 1915–1926 | (Kardinal)                                                                |
| August Hlond                   | 1926–1948 | (Kardinal)                                                                |
| Stefan Wyszyński               | 1948–1981 | (Kardinal)                                                                |
| Józef Glemp                    | 1981–2009 | (Kardinal)                                                                |
| Henryk Muszyński               | 2009–2010 |                                                                           |
| Józef Kowalczyk                | 2010–2014 |                                                                           |
| Wojciech Polak                 | 2014–     |                                                                           |

## Weitere Titel

### Primas Unseres Königreichs Galizien und Lodomerien
- 1817–1858: Primas Unseres Königreichs Galizien und Lodomerien
  - 1817–1848 Erzbischöfe von Lemberg (der Lateinischen Kirche)
  - 1848–1858 Großerzbischöfe von Lemberg (der Ukrainischen Griechisch-Katholischen Kirche)

### Primas des Königreichs Polen
Nach der Gründung des Herzogtums Warschau wurde Primas Ignacy Raczyński bis 1818 gleichzeitig auch der Apostolische Administrator des Bistums Warschau. Nachdem der Wiener Kongress die Wiederaufteilung Polens unter seinen Nachbarn bestätigt hatte, wurde Bistum Warschau 1818 zum Erzbistum erhoben, dessen Erzbischof wurde, dem unter russischer Oberherrschaft stehenden Königreich Polen, genannt „Kongresspolen“, auch als ein eigener Primas des Königreichs Polen zugestanden. Doch 1829 untersagte Zar Nikolaus I., der in Personalunion auch König Polens war, die Verwendung dieses Titels. Mit Wiederherstellung des Regentschaftskönigreichs Polen wurde der Titel aber wieder eingesetzt. Nach Unabhängigkeit Polens wurde Aleksander Kardinal Kakowski vom Papst erlaubt, diesen Titel bis zu seinem Tod in 1938 zu behalten. Fünf Erzbischöfe von Warschau trugen diesen Titel in der Geschichte:
- 1818–1819 Franciszek Skarbek-Malczewski
- 1819–1823 Szczepan Hołowczyc
- 1824–1827 Wojciech Skarszewski
- 1828–1829 Jan Paweł Woronicz
- 1916–1938 Aleksander Kardinal Kakowski